# Benin na Letnich Igrzyskach Olimpijskich 2020
Benin na Letnich Igrzyskach Olimpijskich 2020 – występ kadry sportowców reprezentujących Benin na igrzyskach olimpijskich, które odbyły się w Tokio w Japonii, w dniach 23 lipca - 8 sierpnia 2021 roku.
Reprezentacja Beninu liczyła siedmioro zawodników - czterech mężczyzn i trzy kobiety, którzy wystąpili w 4 dyscyplinach.
Był to dwunasty start tego kraju na letnich igrzyskach olimpijskich.

## Reprezentanci

### Judo
| Zawodnik           | Konkurencja       | 1/32             | 1/16              | 1/8              | Ćwierćfinał      | Półfinał         | Repasaż          | Finał/BM         | Finał/BM |
| Zawodnik           | Konkurencja       | Przeciwnik Wynik | Przeciwnik Wynik  | Przeciwnik Wynik | Przeciwnik Wynik | Przeciwnik Wynik | Przeciwnik Wynik | Przeciwnik Wynik | Miejsce  |
| ------------------ | ----------------- | ---------------- | ----------------- | ---------------- | ---------------- | ---------------- | ---------------- | ---------------- | -------- |
| Celtus Dossou Yovo | do 90 kg mężczyzn | BYE              | Igolnikow P 00-10 | NQ               | NQ               | NQ               | NQ               | NQ               | NQ       |

### Lekkoatletyka
Mężczyźni
| Zawodnik    | Konkurencja   | Eliminacje | Eliminacje | Runda 1 | Runda 1 | Półfinał | Półfinał | Finał | Finał   |
| Zawodnik    | Konkurencja   | Czas       | Miejsce    | Czas    | Miejsce | Czas     | Miejsce  | Czas  | Miejsce |
| ----------- | ------------- | ---------- | ---------- | ------- | ------- | -------- | -------- | ----- | ------- |
| Didier Kiki | bieg na 100 m | 10,69      | 13.        | NQ      | NQ      | NQ       | NQ       | NQ    | NQ      |

Kobiety
| Zawodniczka   | Konkurencja   | Runda 1 | Runda 1 | Półfinał | Półfinał | Finał | Finał   |
| Zawodniczka   | Konkurencja   | Czas    | Miejsce | Czas     | Miejsce  | Czas  | Miejsce |
| ------------- | ------------- | ------- | ------- | -------- | -------- | ----- | ------- |
| Noélie Yarigo | bieg na 800 m | 2:00,11 | 5. Q    | 2:01,41  | 17.      | NQ    | NQ      |

| Zawodniczka       | Konkurencja |          | 100 m ppł | Skok wzwyż | Pchnięcie kulą | 200 m | Skok w dal | Rzut oszczepem | 800 m   | Wynik | Pozycja |
| ----------------- | ----------- | -------- | --------- | ---------- | -------------- | ----- | ---------- | -------------- | ------- | ----- | ------- |
| Odile Ahouanwanou | siedmiobój  | Rezultat | 13,31     | 1,74 m     | 15,45 m        | 23,85 | 6,07 m     | 43,96 m        | 2:29,05 | 6186  | 15.     |
| Odile Ahouanwanou | siedmiobój  | Punkty   | 1078      | 903        | 891            | 995   | 871        | 743            | 705     | 6186  | 15.     |

### Pływanie
Mężczyźni
| Zawodnik    | Konkurencja       | Eliminacje | Eliminacje | Półfinał | Półfinał | Finał | Finał   |
| Zawodnik    | Konkurencja       | Czas       | Miejsce    | Czas     | Miejsce  | Czas  | Miejsce |
| ----------- | ----------------- | ---------- | ---------- | -------- | -------- | ----- | ------- |
| Marc Dansou | 50 m st. dowolnym | 24,99      | 53.        | NQ       | NQ       | NQ    | NQ      |

Kobiety
| Zawodniczka     | Konkurencja       | Eliminacje | Eliminacje | Półfinał | Półfinał | Finał | Finał   |
| Zawodniczka     | Konkurencja       | Czas       | Miejsce    | Czas     | Miejsce  | Czas  | Miejsce |
| --------------- | ----------------- | ---------- | ---------- | -------- | -------- | ----- | ------- |
| Nafissath Radji | 50 m st. dowolnym | 29,99      | 69.        | NQ       | NQ       | NQ    | NQ      |

### Wioślarstwo
| Zawodnik       | Konkurencja | Eliminacje | Eliminacje | Repasaże | Repasaże  | Ćwierćfinał | Ćwierćfinał | Półfinał | Półfinał | Finał   | Finał   |
| Zawodnik       | Konkurencja | Czas       | Miejsce    | Czas     | Miejsce   | Czas        | Miejsce     | Czas     | Miejsce  | Czas    | Miejsce |
| -------------- | ----------- | ---------- | ---------- | -------- | --------- | ----------- | ----------- | -------- | -------- | ------- | ------- |
| Privel Hinkati | M1x         | 7:40,87    | 5. (R)     | 7:55,93  | 4. (PE/F) | NQ          | NQ          | 7:49,46  | 2. (FE)  | 7:38,58 | 27.     |